# Polyrhachis flavicornis
Polyrhachis flavicornis är en myrart som beskrevs av Smith 1857. Polyrhachis flavicornis ingår i släktet Polyrhachis och familjen myror. Inga underarter finns listade i Catalogue of Life.